# Colapso de Silicon Valley Bank

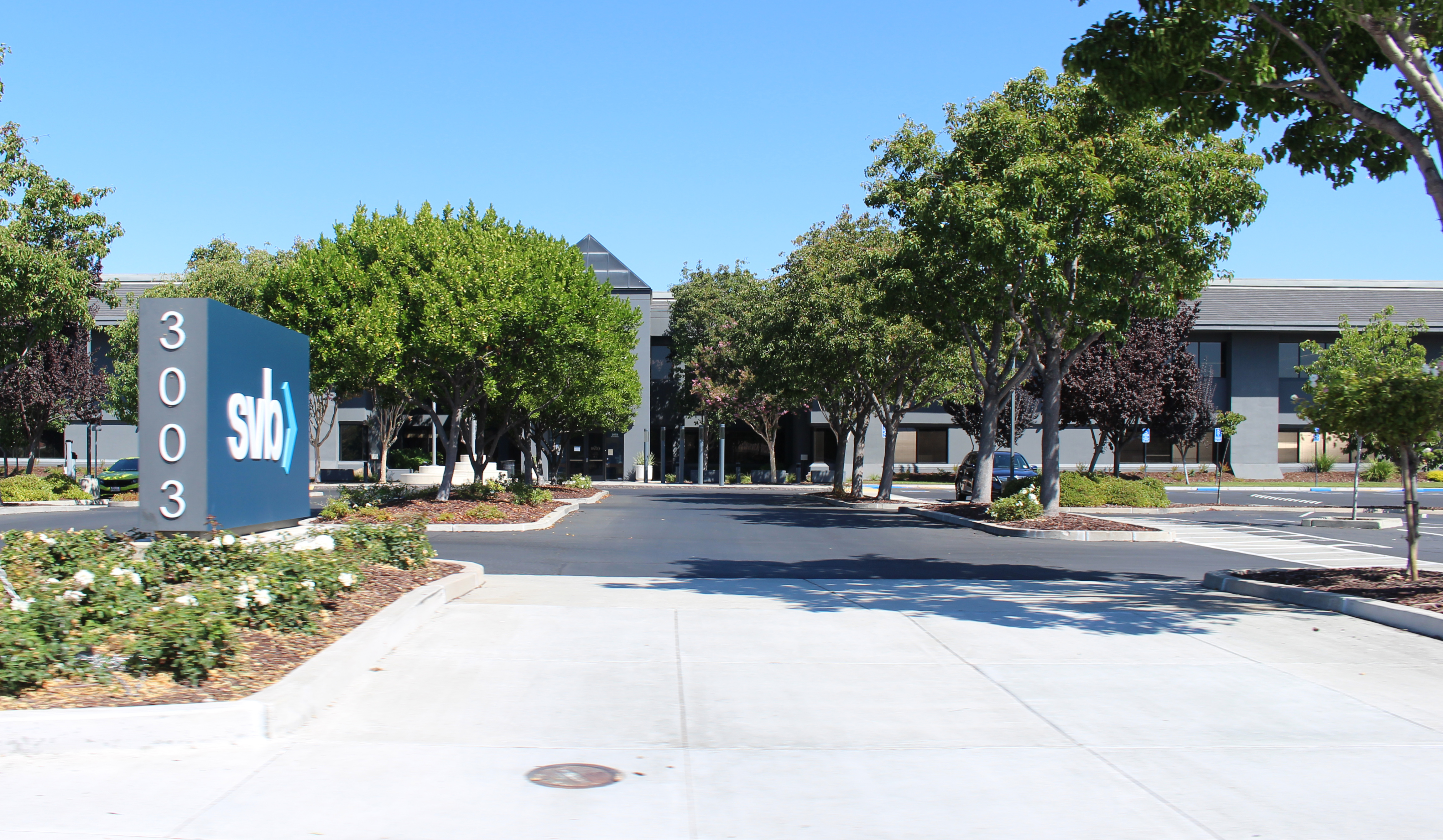
Sede del Silicon Valley Bank en Santa Clara, California

El colapso del Silicon Valley Bank (SVB), ocurrido el 10 de marzo de 2023, supuso la quiebra de la entidad, después de que sus acciones bajasen el día anterior un 60% y el Nasdaq suspendiera su cotización, generándose un pánico bancario que provocó la mayor quiebra bancaria desde la crisis financiera de 2008 y la segunda más grande en la historia de Estados Unidos. El colapso de SVB ha tenido un impacto significativo en las empresas emergentes (start-ups) de los EE. UU. y en el extranjero, y muchas no pueden retirar dinero del banco. Otras grandes empresas de tecnología, empresas de medios y bodegas también se vieron afectadas.

## Contexto
SVB era un banco comercial fundado en 1983 y con sede en Santa Clara, California. En su colapso, SVB era el decimosexto banco más grande de los EE. UU. y estaba fuertemente sesgado hacia el servicio a empresas e individuos de la industria de la tecnología. Casi la mitad de las empresas de tecnología y atención médica respaldadas por capital de riesgo de EE. UU. fueron financiadas por SVB.  Empresas como Airbnb, Cisco, Fitbit, Pinterest y Block, Inc. han sido clientes del banco. Además de financiar empresas respaldadas por empresas, SVB era conocida como una fuente de banca privada, líneas de crédito personales e hipotecas para empresarios tecnológicos, y préstamos de dinero especializados a nuevas empresas de mayor riesgo. Silicon Valley Bank requería una relación exclusiva de aquellos que tomaban prestado del banco.  Antes del 9 de marzo de 2023, SVB se encontraba en "sólidas condiciones financieras", según el Departamento de Innovación y Protección Financiera de California, aunque un mayor número de vendedores en corto comenzó a apuntar a SVB a principios de año. Los empleados recibieron sus bonos anuales el 10 de marzo de 2023, horas antes de que el gobierno tomara el control de la empresa.
Según el último informe de llamada del banco, presentado el 31 de diciembre de 2022, tenía $209 mil millones en activos totales, con $175,5 mil millones en depósitos totales, de los cuales el banco estimó que $151,6 mil millones (86,4 por ciento) no estaban asegurados.

## Colapso

### Compra de bonos
Durante la pandemia de COVID-19 en el año 2020, el sector tecnológico experimentó un período de crecimiento. Aprovechando un aumento de los depósitos en 2021, SVB compró bonos del Tesoro a largo plazo. El valor de mercado actual de estos bonos disminuyó cuando la Reserva Federal elevó las tasas de interés para frenar el aumento de la inflación de 2021-2023. Las tasas de interés más altas también elevaron los costos de los préstamos en toda la economía y algunos clientes de Silicon Valley Bank comenzaron a sacar dinero para satisfacer sus necesidades de liquidez. Para recaudar efectivo para pagar los retiros de sus depositantes, SVB anunció el 8 de marzo que había vendido más de 21 mil millones de dólares en valores, tomado prestados 15 mil millones de dólares, y realizaría una venta de emergencia de parte de sus acciones en tesorería para recaudar 2.25 mil millones de dólares. El anuncio, junto con las advertencias de destacados inversores de Silicon Valley, provocó una corrida bancaria ya que los clientes retiraron fondos por un total de 42.000 millones de dólares al día siguiente.

### SVB intervenido
En la mañana del 10 de marzo de 2023, el Departamento de Innovación y Protección Financiera de California (DFPI) confiscó el SVB y lo colocó bajo la administración judicial de la Corporación Federal de Seguro de Depósitos (FDIC). Alrededor del 89 por ciento de los 172.000 millones de dólares estadounidenses en pasivos de depósitos del banco excedieron el máximo asegurado por la FDIC. Dos días después de la quiebra, la FDIC recibió autorización excepcional del Tesoro y anunció junto con otras agencias que todos los depositantes tendrían pleno acceso a sus fondos a la mañana siguiente. Reabrió el banco como un banco puente recién organizado, Silicon Valley Bank NA, reemplazando un plan anterior para satisfacer a los depositantes a través de un seguro de depósitos banco nacional y dividendos de sindicatura.

## Efectos
Los expertos dijeron que era poco probable que el colapso de SVB representara un riesgo sistémico para el sistema financiero de EE. UU. Sin embargo, aunque los expertos creen que estos efectos son temporales, el colapso del banco generó dificultades entre algunas nuevas empresas tecnológicas, y las empresas que tenían importantes depósitos no asegurados y un bajo flujo de efectivo enfrentaron riesgos significativos.

### Clientes
Muchas nuevas empresas no pudieron recuperar dinero, lo que provocó que las empresas obtuvieran préstamos para pagar la nómina. Debido a que la ley del estado de California requiere que a los empleados se les pague dentro de un cierto número de días, la incapacidad continua para acceder a los depósitos puede causar que una gran cantidad de nuevas empresas despidan a los trabajadores, reduzcan su fuerza laboral a través de despidos o cierren por completo. El colapso del banco también reduce la financiación disponible para empresas emergentes en el mercado de Venture debt ('deudas de riesgo'), cuya importancia ha aumentado a medida que las empresas de capital de riesgo han reducido drásticamente sus inversiones. La empresa de comercio electrónico Etsy se vio obligada a retrasar los pagos de los vendedores; la empresa utilizaba SVB para enviar depósitos a algunos vendedores. El colapso del banco coincidió con el comienzo de la conferencia anual South by Southwest Interactive, orientada a nuevas empresas, en Austin, Texas. Aparte de algunas interrupciones causadas por las tarjetas de crédito de SVB, los asistentes mantuvieron un aire de calma durante el evento. En los días posteriores al colapso, los fundadores de nuevas empresas y otros clientes hicieron fila frente a las sucursales bancarias en Silicon Valley y San Francisco, buscando retirar sus depósitos o conocer el estado de sus transferencias electrónicas.

## Reacciones

### Respuestas oficiales
El presidente de los Estados Unidos, Joe Biden, discutió el colapso con el gobernador de California, Gavin Newsom, el 11 de marzo. En declaraciones televisadas desde la Casa Blanca antes de que abrieran los mercados el 13 de marzo, Biden expresó su confianza en la resiliencia del sistema bancario, prometió que el gobierno garantizaría la disponibilidad de depósitos sin recompensar a los inversores con fondos de los contribuyentes y prometió responsabilizar a los ejecutivos bancarios y proponer cambios en las reglas para evitar fallas futuras. Joe Biden llamó a la calma y afirmó que los ahorradores serían rescatados no así los inversores pues « Así es cómo funciona el capitalismo».
El primer ministro israelí, Benjamin Netanyahu, se comprometió a tomar medidas para ayudar a las empresas tecnológicas israelíes a superar la crisis de liquidez. El ministro indio de TI, Rajeev Chandrasekhar, se reunió con empresas para evaluar el efecto en la comunidad de empresas emergentes de la India. El primer ministro del Reino Unido, Rishi Sunak, el secretario en jefe del gabinete japonés, Hirokazu Matsuno, y la Comisión de Servicios Financieros de Corea del Sur restaron importancia a cualquier riesgo sistémico para los sectores financieros de sus países.